# Philophylla pulla
Philophylla pulla
 es una especie de insecto del género Philophylla de la familia Tephritidae del orden Diptera. 
Ito la describió científicamente por primera vez en el año 1952.